# 中野武二

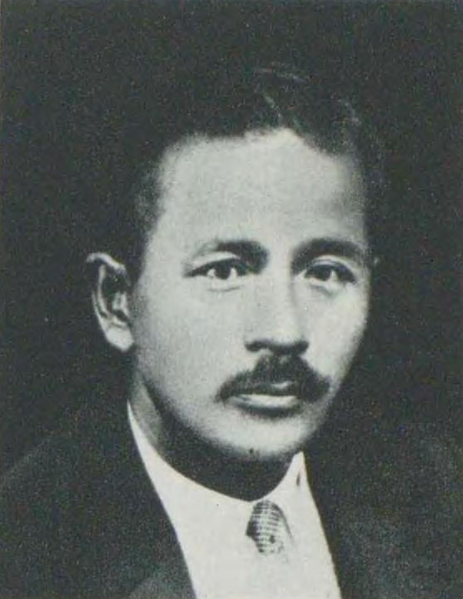
中野 武二

中野 武二（なかの たけじ、1884年11月15日 - 1947年3月21日）は、東京都出身の野球選手、審判員。中野武営の子。

## 経歴
1897年に東京高師附属小学校（現 筑波大附属小）、1902年に東京高師附属中学校（現 筑波大附属中高）を卒業し、1904年に第一高等学校へ進む。野球部で二塁手として活躍し、守備の良さから当時難攻不落と言われた旅順要塞にちなんで「老鉄山」と呼ばれた。1905年から2年間、主将を務めた。
東京帝国大学に進学後も第一高校野球部にコーチとして残り、内村祐之、中松潤之助のバッテリーを育てた。
また当時は選手が審判を務めており、中野の明快で公平なジャッジには定評があり、当時日本球界最高の対戦と言われた早慶戦や国際試合でチーフ・アンパイアに起用される事も多かった。
1919年には、1921年までに芝浦に12000坪の鉄筋コンクリート製の球場を作ると同時にそこを拠点とするプロ球団「東京野球倶楽部」を設立する構想を立てたが実現することはなかった。1932年の野球統制令における野球統制臨時委員メンバー。
1972年に野球殿堂入り。